# Elezioni generali a Cuba del 1908
Le elezioni generali a Cuba del 1908 si tennero il 1º novembre. Le elezioni presidenziali furono vinte da José Miguel Gómez, candidato della Coalizione Liberale, alleanza che comprendeva il Partito Liberale Zayista, il Partito Liberale Storico ed alcuni indipendenti, che ottenne la maggioranza assoluta dei seggi sia al Senato (24 su 24), sia alla Camera dei Rappresentanti (49 su 83).

## Risultati

### Elezioni presidenziali
| Candidato            | Partito                        | Voti    | %     |
| -------------------- | ------------------------------ | ------- | ----- |
| José Miguel Gómez    | Coalizione Liberale            | 201.199 | 60,70 |
| Mario García Menocal | Partito Conservatore Nazionale | 130.256 | 39,30 |
| Schede bianche/nulle | Schede bianche/nulle           | -       | -     |
| Totale               | Totale                         | 331.455 | 100   |

### Elezioni parlamentari

#### Camera dei rappresentanti
| Partito                        | Voti | %     | Seggi |
| ------------------------------ | ---- | ----- | ----- |
| Coalizione Liberale            |      | 59,04 | 49    |
| Partito Conservatore Nazionale |      | 40,96 | 34    |
| Schede bianche/nulle           |      |       |       |
| Totale                         |      | 100   | 83    |

#### Senato
| Partito              | Voti | %   | Seggi |
| -------------------- | ---- | --- | ----- |
| Coalizione Liberale  |      | 100 | 24    |
| Schede bianche/nulle |      |     |       |
| Totale               |      | 100 | 24    |

All'interno della Coalizione, 11 seggi andarono al Partito Liberale Zayista, 5 al Partito Liberale Storico e 8 agli indipendenti.